# Vocalise (Rachmaninov)
Vocalise, Op. 34 No. 14 is een begeleid lied van Sergei Rachmaninov uit Veertien Liederen, Opus 34. Het lied werd uitgegeven in 1912. De Vocalise is geschreven voor de stem van een sopraan of tenor. Deze vocalise wordt meestal geheel gezongen met de "ah"-klank. De Vocalise is opgedragen aan de sopraan Antonina Nezjdanova.
Hoewel de originele publicatie aanduidt dat het stuk moet worden gezongen door een sopraan, dan wel een tenor, is het stuk nooit voorgedragen door een tenor, omdat het bereik van de mannelijke stem (één octaaf lager dan een sopraan) vreemd klinkt met de pianobegeleiding.

## Arrangementen
De populariteit van de Vocalise is zo groot dat het stuk is gearrangeerd voor verschillende instrumentenbezettingen. Tot de belangrijkste arrangementen horen:
- piano solo, gearrangeerd door Rachmaninov zelf, maar ook door derden.
- met orkestbegeleiding, gearrangeerd door Rachmaninov zelf, maar ook door Morton Gould.
- solo viool en piano, gearrangeerd door Jascha Heifetz met goedkeuring van de componist.
- solo cello en piano, gearrangeerd door Jascha Heifetz en Mstislav Rostropovitsj.